# ولترا
ولترا (به ایتالیایی: Volterra) یک کومونه در ایتالیا است که در استان پیزا واقع شده‌است.

## خصوصیات
ولترا ۲۵۲ کیلومترمربع مساحت و ۱۱٬۰۴۲ نفر جمعیت دارد و ۵۳۱ متر بالاتر از سطح دریا واقع شده‌است.

## خواهرخوانده
شهرهای بروخزال و وونزیدل خواهرخوانده‌های ولترا هستند.